# Kostel Nejsvětější Trojice (Havlíčkův Brod)
Kostel Nejsvětější Trojice v Havlíčkově Brodě stojí poblíž centra města na kraji městského parku Budoucnost v ulici U Trojice. Je chráněn od roku 1963 jako kulturní památka České republiky. Spolu s kostelem je chráněna i kaple svatého Kříže v jeho sousedství, známá i pod (v českých zemích netypickým) názvem kaple svatého Grálu.

## Historie a popis
Kostel vznikl na místě kaple ze 17. století. Podle pověsti tu kdysi u zázračné studánky se třemi prameny vyrostl na svátek sv. Trojice tulipán se třemi květy, voda ze studánky uzdravila slepou mlynářku a místo se pak stalo vyhlášeným poutním místem se zázračnou vodou. Pramen byl v roce 1716 ohrazen a v letech 1719–1720 se pak místní děkan Jan Křtitel Seidl zasloužil o založení kostela, jehož stavba byla dokončena v roce 1734.
Ze statických důvodů došlo v roce 1761 k rozšíření kostela o dvě boční křídla. Byla také postavena i jihovýchodně pod kostelem stojící trojboká kaple. Kostel i kaple upraveny a znovu vysvěceny v roce 1887.
Půdorys obou staveb je netypický: kostel tvoří šestiboká centrální loď s přilehlými bočními křídly, půdorys kaple je trojúhelníkový. Štuková omítka kostela je světle okrová s cihlově červenými prvky, omítka kaple má přírodní barvu.